# 42e méridien ouest
En géographie, le 42e méridien ouest est le méridien joignant les points de la surface de la Terre dont la longitude est égale à 42° ouest.

## Géographie

### Dimensions
Comme tous les autres méridiens, la longueur du 42e méridien correspond à une demi-circonférence terrestre, soit 20 003,932 km. Au niveau de l'équateur, il est distant du méridien de Greenwich de 4 675 km,.
Avec le 138e méridien est, il forme un grand cercle passant par les pôles géographiques terrestres.

### Régions traversées
En commençant par le pôle Nord et descendant vers le sud au pôle Sud, Le 42e méridien ouest passe par:
| Coordonnées          | Pays, territoire ou mer                    | Notes |
| -------------------- | ------------------------------------------ | --- |
| 90° 00′ N, 42° 00′ O | Océan Arctique                             | |
| 83° 40′ N, 42° 00′ O | Mer de Lincoln                             | |
| 83° 13′ N, 42° 00′ O | Groenland                                  | Terre de Nansen |
| 82° 51′ N, 42° 00′ O | Fjord J.P. Koch (en) / Fjord Navarana (en) | |
| 82° 40′ N, 42° 00′ O | Groenland                                  | Terre de Freuchen |
| 62° 43′ N, 42° 00′ O | Océan Atlantique                           | |
| 2° 43′ S, 42° 00′ O  | Brésil                                     | Maranhão Piauí — à partir de 3° 14′ S, 42° 00′ O Bahia — à partir de 9° 13′ S, 42° 00′ O Minas Gerais — à partir de 15° 09′ S, 42° 00′ O État de Rio de Janeiro — à partir de 20° 56′ S, 42° 00′ O, le continent et l'île de Cabo Frio |
| 23° 01′ S, 42° 00′ O | Océan Atlantique                           | Passe juste à l'est de Shag Rocks, Géorgie du Sud-et-les îles Sandwich du Sud (à 53° 31′ S, 42° 01′ O) Passe juste à l'ouest du rocher Black Rock, Géorgie du Sud-et-les îles Sandwich du Sud (à 53° 39′ S, 41° 49′ O)                 |
| 60° 00′ S, 42° 00′ O | Océan Austral                              | |
| 77° 40′ S, 42° 00′ O | Antarctique                                | Liste des territoires à la fois par l' Argentine (Antarctique argentin) et le Royaume-Uni (Territoire antarctique britannique) |